# Krumplirózsa
A Krumplirózsa (eredeti címén Frankie and Johnny) 1991-ben bemutatott amerikai romantikus filmvígjáték, Michelle Pfeiffer és Al Pacino főszereplésével.

## Cselekmény
A negyvenes évei derekán járó Johnny éppen börtönből szabadul, ahol csekkhamisítási kísérlet miatt tizennyolc hónapos szabadságvesztését töltötte. A rácsok mögött szakácsként dolgozott – illetve rákapott a klasszikus irodalomra is –, ezért szabadulása után is ilyen területen próbál elhelyezkedni. Szerencséjére már az első próbálkozásai egyikén sikerrel jár és szakácsi állást kap egy New York-i gyorsbüfében. Ugyanott dolgozik pincérnőként Frankie is, akire Johnny azonnal felfigyel és egyre élénkebb érdeklődést tanúsít iránta.
Frankie azonban sokáig ellenáll minden közeledésnek és igyekszik távol tartani magától a férfit, aki pedig minden tőle telhetőt megpróbál: házassági ajánlatot is tesz, sőt közli, hogy gyerekeket is szeretne. Csak lassan derül fény a vonakodás valódi hátterére: az asszony ugyanis sok gyötrelmet élt át korábbi kapcsolataiban – elmondása szerint gyermeke sem lehet már ezek miatt –, és úgy érzi, a történtek után minden bizalmát elvesztette a férfiakban. Végül azért, a film utolsó perceire csak-csak összejön a boldog befejezés is.

## Stáblista

### Szereplők
| Karakter       | Színész           | Magyar hang    |
| -------------- | ----------------- | -------------- |
| Johnny         | Al Pacino         | Dörner György  |
| Frankie        | Michelle Pfeiffer | Kovács Nóra    |
| Nick           | Hector Elizondo   | Barbinek Péter |
| Tim            | Nathan Lane       | Kerekes József |
| Cora           | Kate Nelligan     | Andresz Kati   |
| Nedda          | Jane Morris       | Fodor Zsóka    |
| Tino           | Greg Lewis        | Kránitz Lajos  |
| Luther         | Al Fann           | Papp János     |
| Artemis        | Ele Keats         |                |
| Jorge          | Fernando López    | Bartucz Attila |
| Peter          | Glenn Plummer     | Kálid Artúr    |
| Lester         | Tim Hopper        |                |
| Mr. Rosen      | Harvey Miller     |                |
| Bobby          | Sean O'Bryan      |                |
| Helen pincérnő | Goldie McLaughlin |                |
| Mr. DeLeon     | Phil Leeds        |                |
| Joe rendőr     | Marvin Braverman  |                |
| Lee rendőr     | Calvin Jung       |                |

### Alkotók
- Rendező: Garry Marshall
- Író: Terrence McNally
- Forgatókönyvíró: Terrence McNally
- Zeneszerző: Marvin Hamlisch
- Operatőr: Dante Spinotti
- Producer: Garry Marshall
- Vágó: Jacqueline Cambas, Battle Davis

## Díjak és jelölések
- BAFTA-díj a legjobb női mellékszereplőnek: Kate Nelligan (1992)
- Golden Globe-díj a legjobb női főszereplőnek – filmmusical vagy vígjáték kategóriában: Michelle Pfeiffer (1992, jelölés)

## Érdekességek
- A film alapja az író-forgatókönyvíró Terrence McNally néhány évvel korábban bemutatott, sikeres színdarabja volt, amelynek főszereplőit pedig egy régi amerikai slágerből kölcsönözték. Az 1987-től futó színdarab a Frankie and Johnny in the Clair de Lune címet viselte, a címbeli párost pedig F. Murray Abraham és Kathy Bates alakította (további szereplője nem is volt a produkciónak, sőt maga a dráma is egyetlen lakásbelsőben játszódott).
- Az említett amerikai sláger 1904-ben született meg, és korabeli népszerűségére utal, hogy olyan híres előadók dolgozták fel, mint Louis Armstrong, Bob Dylan, Jerry Lee Lewis, Johnny Cash, vagy éppen Elvis Presley. A dal egy olyan nő történetét meséli el, aki rajtakapja férjét egy másik nővel szeretkezve, a saját ágyukban, ezért agyonlövi a hűtlen férfit. Egyes kutatók szerint a slágert ténylegesen megtörtént gyilkossági esetek ihlették.
- Kathy Bates a színpadi sikerek után a mellékszereplőkkel és újabb helyszínekkel kiegészített filmváltozatban is szerette volna eljátszani a főszerepet, azt azonban végül mégis Michelle Pfeiffer kapta. Batesnek nem ez volt az egyetlen hasonló kudarca: bár abban az időben Amerika legjobb színpadi színésznőjének tartották, sikerdarabjainak filmváltozataiból azonban több ízben is kihagyták.
- A forgatás kezdeti szakaszában a szereplőválasztás sok bírálatot kapott, mert Michelle Pfeiffert egyszerűen túl szépnek vélték a szerepéhez, illetve attól tartottak, hogy nem képes majd hitelesen megjeleníteni egy átlagos, agyonhajszolt pincérnőt. E korai aggályokra végül méltó válasz volt Pfeiffer Golden Globe-jelölése és az alakítását ért sok pozitív kritika.
- Magyar közönségnek a film eredeti címe vajmi keveset mondott volna, ezért a hazai forgalmazó egy merészet lépett, és a szokatlan, emiatt már önmagában is érdeklődést keltő Krumplirózsa címet választotta. Bár a kifejezés szinte semmit nem árul el a filmről, a választás mégis telitalálat volt, hiszen épp az egyik kulcsjelenetben – nagyjából ott, ahol Frankie ellenállása végleg  megtörik Johnnyval szemben – a szerelmes szakács egy krumpliból faragott, pirosra festett „rózsát” ad át választottjának.
- A filmet a legtöbb európai országban az eredeti címmel (azt legfeljebb csak a nemzeti nyelvre adaptálva) mutatták be, hazánkon kívül csak Olaszország volt az, ahol hozzá mertek nyúlni a címhez (illetve a változtatást engedélyezte is az eredeti forgalmazó). Az olasz közönség így Paura di amare címmel láthatta a produkciót; ennek jelentése magyarul kb.: Félelem a szerelemtől.